# نادي هاوغسوند
نادي هاوغسند لكرة القدم (بالنرويجية: Fotballklubben Haugesund) هو نادي كرة قدم نرويجي مقرّه في مدينة هاوغسوند، تأسس سنة 1993.

## وصلات خارجية
- الموقع الرسمي